# Robert Richardson
Robert Richardson, född 27 augusti 1955 i Hyannis, Massachusetts, är en amerikansk filmfotograf. Richardson har bland annat återkommande samarbetat med filmregissörerna Oliver Stone, Quentin Tarantino och Martin Scorsese.
Richardson har vunnit tre Oscars för Bästa foto. Det var för JFK (1991), The Aviator (2004) och Hugo Cabret (2011). Han var även nominerad för Plutonen (1986), Född den fjärde juli (1989), Snö faller på cederträden (1999), Inglourious Basterds (2009), Django Unchained (2012) och The Hateful Eight (2015). Richardson har varit fotograf till Tarantinos samtliga filmer sedan den första Kill Bill filmen 2003.

## Filmografi (i urval)
- 1986 – Salvador
- 1986 – Plutonen (Oscarsnominerad)
- 1987 – Wall Street
- 1988 – De svek Amerika
- 1988 – Talk Radio
- 1989 – Född den fjärde juli (Oscarsnominerad)
- 1991 – The Doors
- 1991 – JFK (Oscarsbelönad)
- 1992 – På heder och samvete
- 1993 – Himmel och jord
- 1994 – Natural Born Killers
- 1995 – Nixon
- 1995 – Casino
- 1997 – U-turn
- 1997 – Wag the Dog
- 1998 – Mannen som kunde tala med hästar
- 1999 – Snö faller på cederträden (Oscarsnominerad)
- 1999 – Bringing Out the Dead
- 2002 – The Four Feathers
- 2003 – Kill Bill: Volume 1
- 2004 – Kill Bill: Volume 2
- 2004 – The Aviator (Oscarsbelönad)
- 2006 – Den innersta kretsen
- 2008 – Shine a Light
- 2009 – Inglourious Basterds (Oscarsnominerad)
- 2010 – Shutter Island
- 2010 – Lyckan, kärleken och meningen med livet
- 2011 – Hugo Cabret (Oscarsbelönad)
- 2012 – Django Unchained (Oscarsnominerad)
- 2013 – World War Z (Okrediterad)
- 2015 – The Hateful Eight (Oscarsnominerad)
- 2016 – Live by Night
- 2017 – Breathe
- 2019 – Once Upon a Time in Hollywood
- 2020 – Venom 2